# Edgars Krūmiņš
Edgars Krūmiņš, född 16 oktober 1985 i Jelgava, är en lettisk basketspelare som spelar för det lettiska landslaget i 3x3-basket.
Vid Olympiska sommarspelen 2020 representerade han Lettland under turneringen. I finalen ådrog sig Krūmiņš en skada mot slutet av matchen mot Ryssland, men Lettland kunde slutligen vinna matchen mot med 21-18.